# Krapfen (Brandteig)
Krapfen aus Brandteig sind kleine Gebäckstücke, Krapfen, die durch das spezielle Zubereitungsverfahren der Brandmasse eine charakteristische Textur erhalten. Sie werden dem Siedegebäck zugeordnet. Der Teig besteht hauptsächlich aus Wasser, Butter, Mehl, Zucker und Eiern.

## Varianten
- Rheinische Krapfen werden aus Brandmasse und häufig mit Rosinen hergestellt. Sie werden mit einem Löffel abgestochen und anschließend in heißem Fett gebacken.[1] Rheinische Krapfen werden nicht gefüllt und nur in Zucker und oft auch Zimt gewälzt.

- Quarkbällchen – Variante aus Brandmasse mit Quark